# مروه ودربرن
مروه ودربرن (اسپانیایی: Marva Weatherborn‎؛ زاده ۲ ژوئن ۱۹۸۳) مدل و بازیگر اهل گواتمالا است. او در سال ۲۰۰۴ برنده عنوان دوشیزه گواتمالا شد.
او همچنین نماینده کشور گواتمالا در جشنواره دوشیزه جهان در سال ۲۰۰۴ بوده‌است.

## فیلم‌شناسی
- Captain Orellana and the Possessed Village
- The Return of Lencho